# 슈프로이어교
슈프로이어교(독일어: Spreuerbrücke, 이전에는 독일어: Mühlenbrücke 뮐렌브뤼케[*])는 스위스 루체른에 위치한 2개의 현존하는 덮인 목조 인도교 중 하나이다. 다른 보존된 다리 외에도 카펠교와 이 유형의 세 번째 다리인 호프교가 루체른에 존재했지만, 19세기에 철거되었다.

## 역사
첫 번째 다리는 13세기에 로이스강의 오른쪽 제방에 있는 뮐렌 광장과 강 한가운데에 있는 제분소를 연결하기 위해 건설되었다. 왼쪽 제방까지의 다리 확장은 1408년경이 되어서야 완료되었다. 이것은 루체른에서 가장 먼 다리였기 때문에 왕겨(Spreu를 따서 지은 이름)를 강에 버리는 것이 허용된 유일한 다리였다. 다리는 1566년 홍수로 파괴되었다가 헤렌켈러( Herrenkeller)라고 불리는 곡물창고를 다리 머리로 사용하여 재건되었다.

## 죽음의 무도
슈프로이어교의 페디먼트에는 내부 삼각형 틀에 그림이 포함되어 있으며, 이는 루체른의 목조 다리 고유의 특징이다. 슈프로이어교의 경우 그림은 독일어로 토텐탄츠(Totentanz)로 알려진 ‘죽음의 무도’로 구성했다. 이는 화가 카스퍼 메글링거의 지시에 따라 1616년에서 1637년 사이에 만들어졌다. 이것은 토텐탄즈 범주의 가장 큰 예시로 알려져 있다. 67개의 원본 그림 중 45개가 여전히 존재한다. 대부분의 그림에는 왼쪽 아래 모서리에 기증자의 문장이 있고, 오른쪽에 기증자의 아내 문장이 있다. 검은색 나무 프레임에는 구절과 기증자의 이름에 대한 설명이 있다. 그림에는 루체른 사회의 기증자와 기타 대표자의 초상화도 포함되어 있다. 루체른의 화가들은 한스 홀바인 영거의 목판화를 알고 있었지만, 회화 기법에서 더 진보했다. 루체른 죽음의 무도의 이미지와 텍스트는 도시, 시골 또는 바다에서 죽음이 존재하지 않는 곳이 없다는 것을 강조하기 위한 것이었다.